# Carillon Klaipėda
Das Carillon Klaipėda ist ein Carillon in der Hafenstadt Klaipėda, der drittgrößten Stadt Litauens. Es hat 48 Glocken, die 2006 bei „Royal Eijsbauts“ in Niederlande hergestellt wurden. Die größte Glocke (f1) wiegt 903 kg und die kleinste (f5) 10 kg.

## Geschichte
Das Glockenspiel Klaipėda wurde zuerst 1987  im 1893 gebauten Turm des Zentralpostamts der Stadt installiert. Der Projektautor war Peter Schilling. Das alte Carillon wurde in Apolda hergestellt. 
Die größte Glocke (Kristupo) wog 900 kg und die kleinste 15 kg. Das alte Carillon wog 6800 kg und mit allen Konstruktionen etwa 10 Tonnen. Dekorator der Glocken (nach dem Projekt von A. Kliševičius) war H. Erling aus Weimar.